# Steinfeld (Ausztria)
Steinfeld osztrák mezőváros Karintia Spittal an der Drau-i járásában. 2016 januárjában 2055 lakosa volt.

## Elhelyezkedése

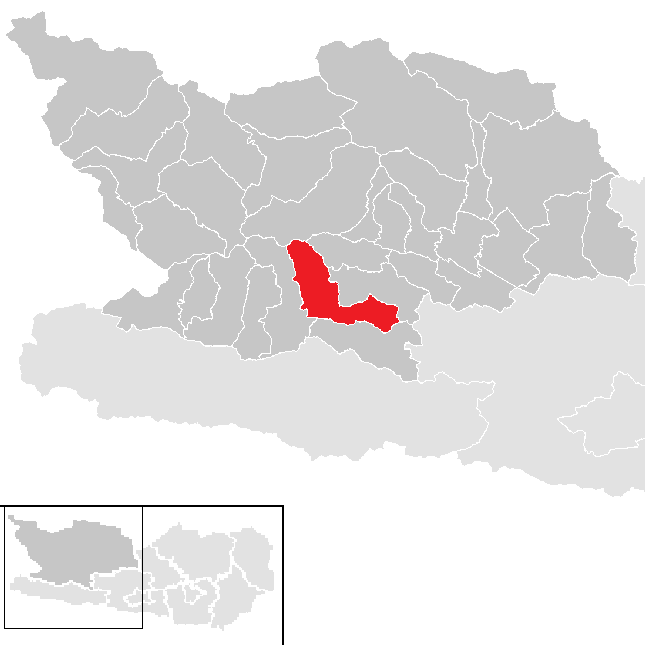
Steinfeld a Spittali járásban

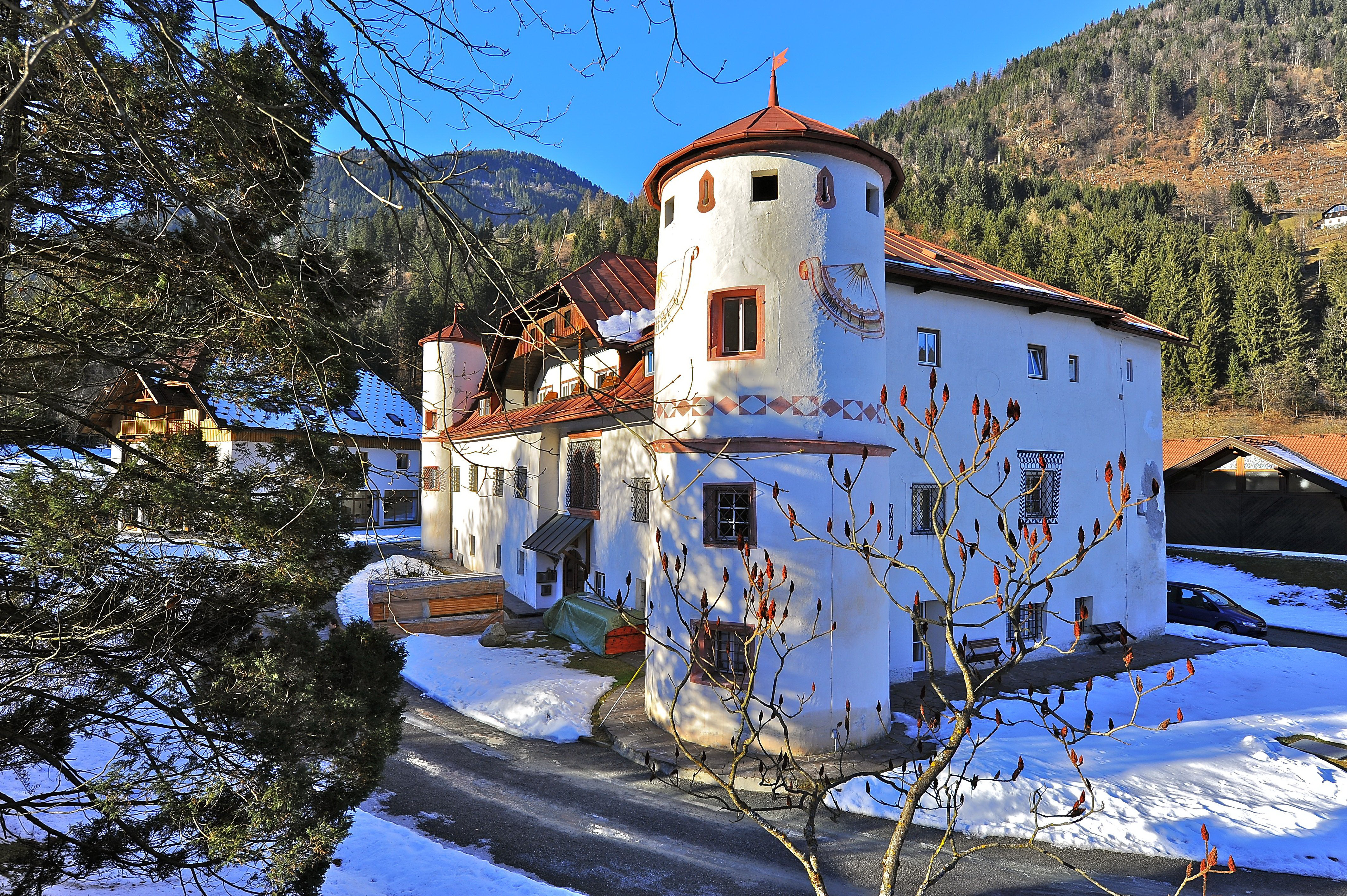
Neustein kastélya

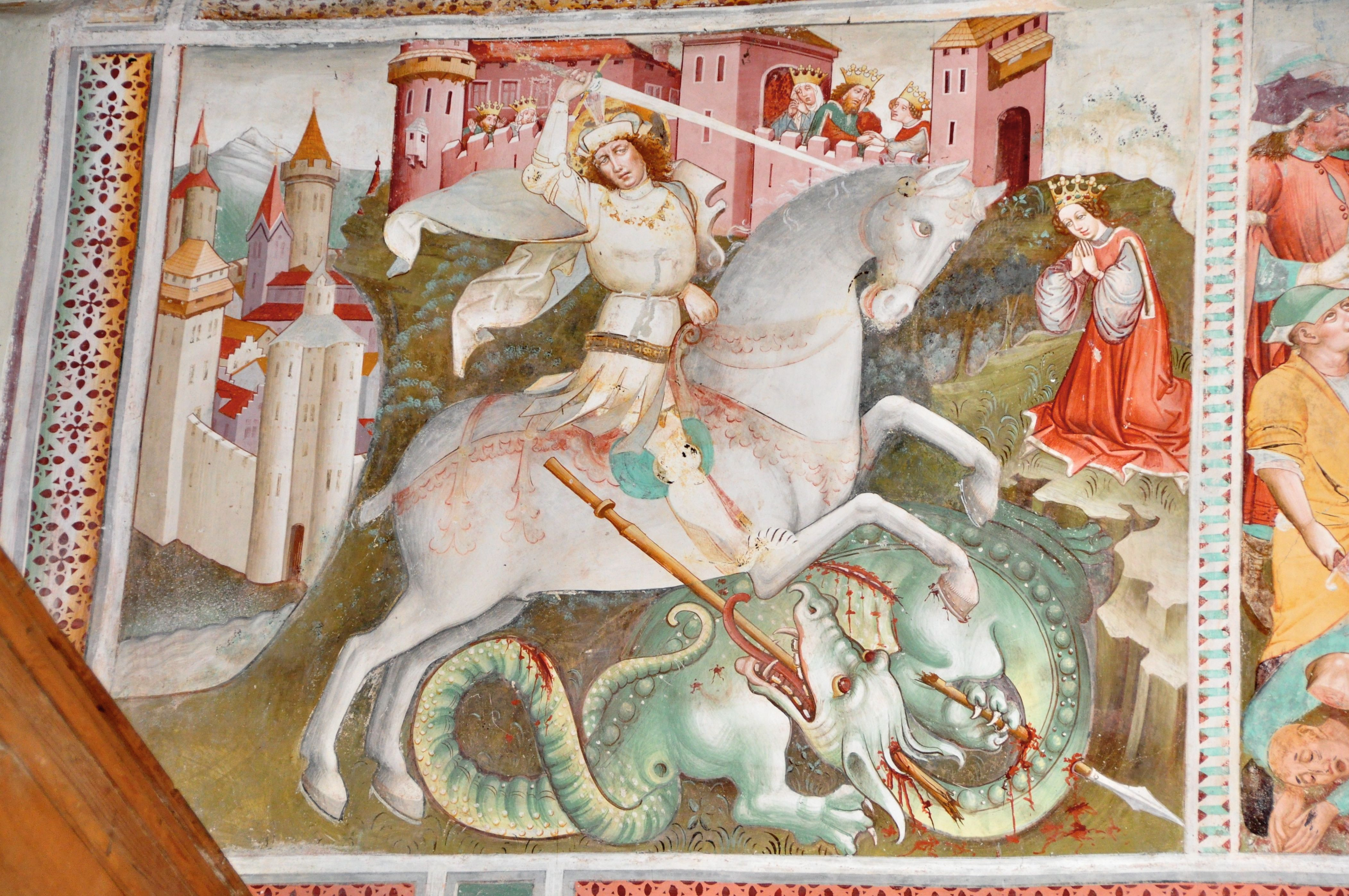
Szt. György-freskó Gerlamoos templomában

Steinfeld Karintia nyugati részén fekszik, a felső Dráva-völgyben, a Kreuzeck-csoport hegységtömbjének tövében. Az önkormányzat 12 falut és egyéb települést fog össze: Althaus (3 lakos), Fellbach (81), Fellberg (9), Flattachberg (24), Gajach (92), Gerlamoos (158), Mitterberg (30), Oberallach (57), Radlach (186), Raggnitz (4), Rottenstein (74), Steinfeld (1310).  	 	
A környező települések: északra Reißeck, keletre Sachsenburg és Kleblach-Lind, délre Weißensee, nyugatra Greifenburg.

## Története
Steinfeldet és Radlach templomát már 1267/68-ban megemlítik egy hercegi oklevélben. A dokumentum felsorolja a nagyobb vagyontárgyakat, melyből kiderül, hogy a mezőgazdaság viszonylag fejletlen volt és a szerencsésebb fekvésű Greifenburghoz és Sachsenburghoz képest a kereskedelem sem járult hozzá a helybeliek boldogulásához. A 15. századtól felfutott a bányászat, eleinte aranymosás, arany- és ezüstbányászat formájában, később pedig átálltak a vasércre. A bányaipar hozta gazdagság tette lehetővé a település jellegzetes, középkor végén felhúzott házainak felépítését (Singerhof, Neustein-kastély, a Porcia-kúria a főutcán). Az 1600-as évektől a bányászat válságba került és Steinfeld fokozatosan ismét faluvá sorvadt. A bányászat véglegesen az első világháború után állt le.
A Dráva-vasút megépítése a 19. század végén lehetővé tette a nyereséges fafeldolgozást és Steinfeld gazdasága ismét fellendült.  A helyi bútorgyár 1932 és 1986 között 270 dolgozót foglalkoztatott. A 20. században megindult a turistaforgalom is. 
Steinfeld önkormányzata 1850-ben alakult meg. Területe azóta - egy 1973-as kisebb határváltoztatást kivéve Greifenburg javára -  nem változott. Steinfeld már 1680-ban vásárjogot és mezővárosi (Markt) státuszt szerzett, amelyet az 1930-as felülvizsgálat megerősített.

## Lakosság
A steinfeldi önkormányzat területén 2016 januárjában 2055 fő élt, ami jelentős visszaesést jelent a 2001-es 2291 lakoshoz képest. Akkor a helybeliek 95,6%-a volt osztrák, 2,6% török állampolgár. 88,3%-uk katolikusnak, 4,5% evangélikusnak, 3,9% muszlimnak, 2,4% pedig felekezeten kívülinek vallotta magát. 

## Látnivalók
- Gerlamoos temploma a 15. század végén, 16. század elején alkotó Thomas von Villach freskóival
- a steinfeldi Keresztelő Szt. János-plébániatemplom
- a radlachi Szt. Márton-templom
- a gerlamoosi szurdok és vízesés
- Neustein reneszánsz kastélya
- Rottenstein várának romjai
- a raggnitzi kastély

## Híres steinfeldiek
- Fritz Strobl (1972-) olimpiai bajnok síelő

## Fordítás
- Ez a szócikk részben vagy egészben  a   Steinfeld (Kärnten) című német Wikipédia-szócikk ezen változatának fordításán alapul.  Az eredeti cikk szerkesztőit annak laptörténete sorolja fel. Ez a jelzés csupán a megfogalmazás eredetét és a szerzői jogokat jelzi, nem szolgál a cikkben szereplő információk forrásmegjelöléseként.